# Hamburger Kunsthalle
Hamburger Kunsthalle je galerie v německém městě Hamburku, která shromažďuje a vystavuje sbírku výtvarného umění od středověku až po současnost.
Muzeum sestává ze tří vzájemně propojených budov, nacházejících se vedle hamburského hlavního nádraží. Výstavní plocha má rozlohu 13 000 m². Hlavní těžiště sbírky tvoří umění z 19. století, kromě něj jsou v galerii zastoupeni staří mistři a moderna. Současné umění se nachází v samostatné budově. Sbírka grafik a kreseb obsahuje 120 000 položek. Knihovna Hamburger Kunsthalle má 175 000 svazků.

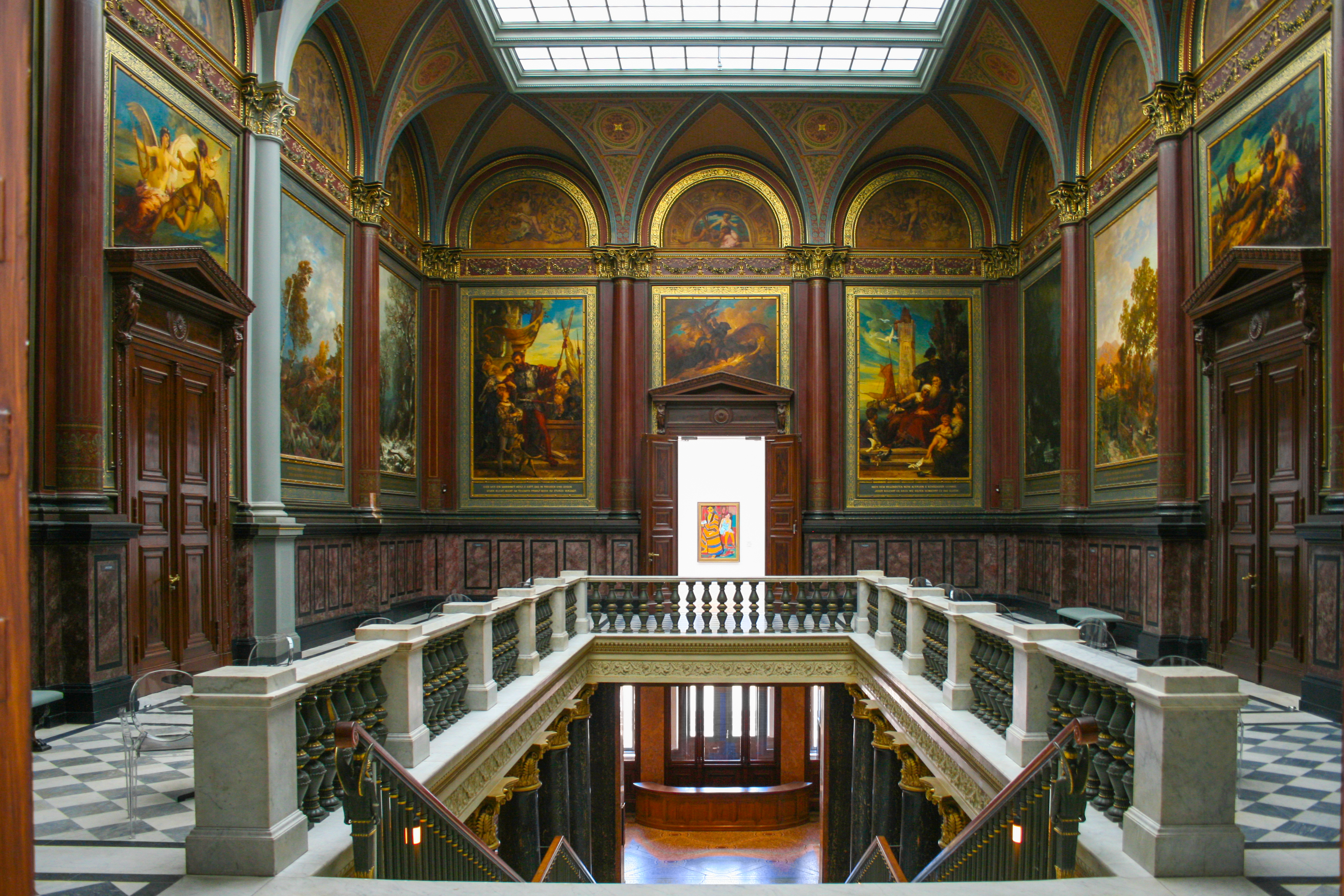
Historické schodiště
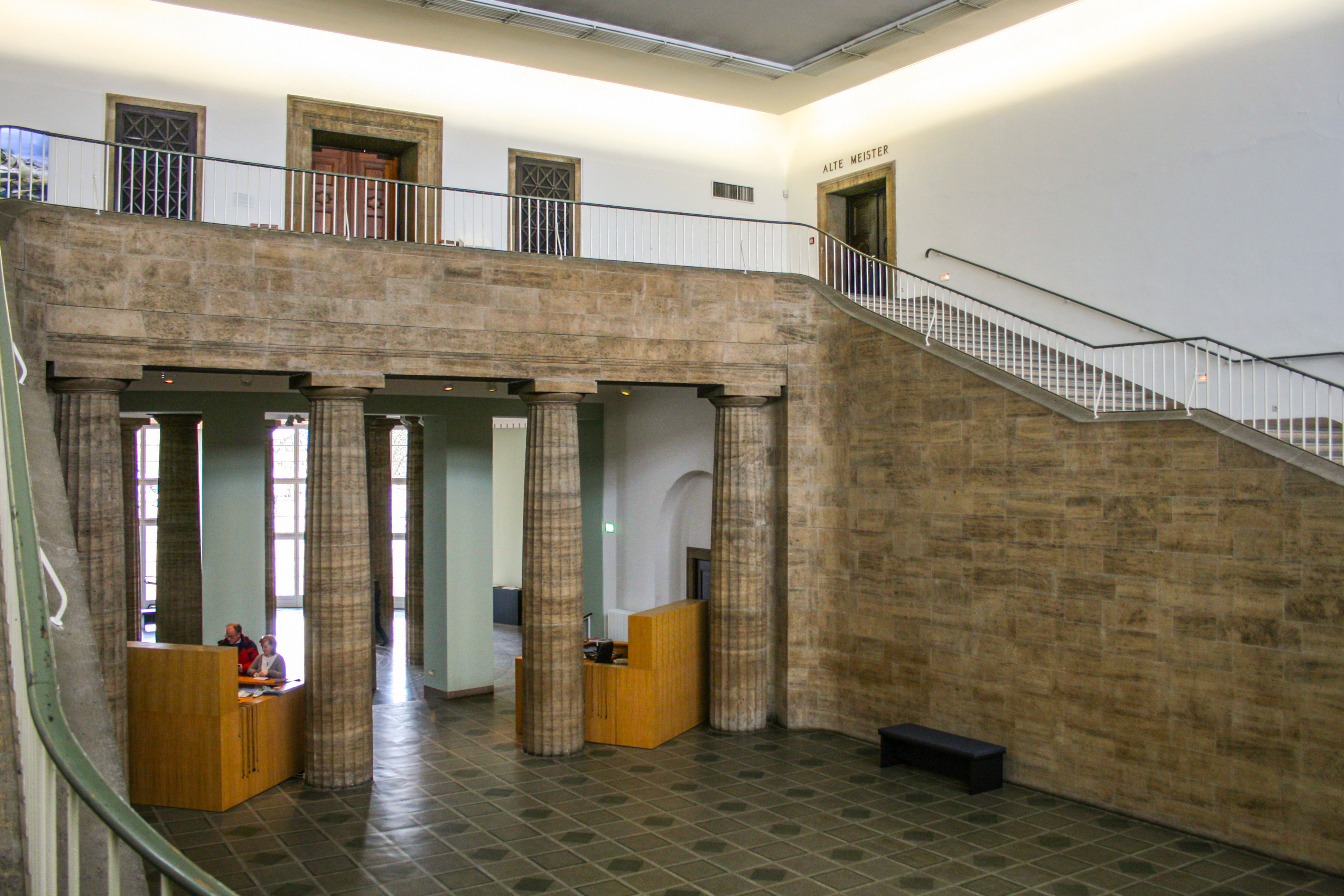
Předsíň
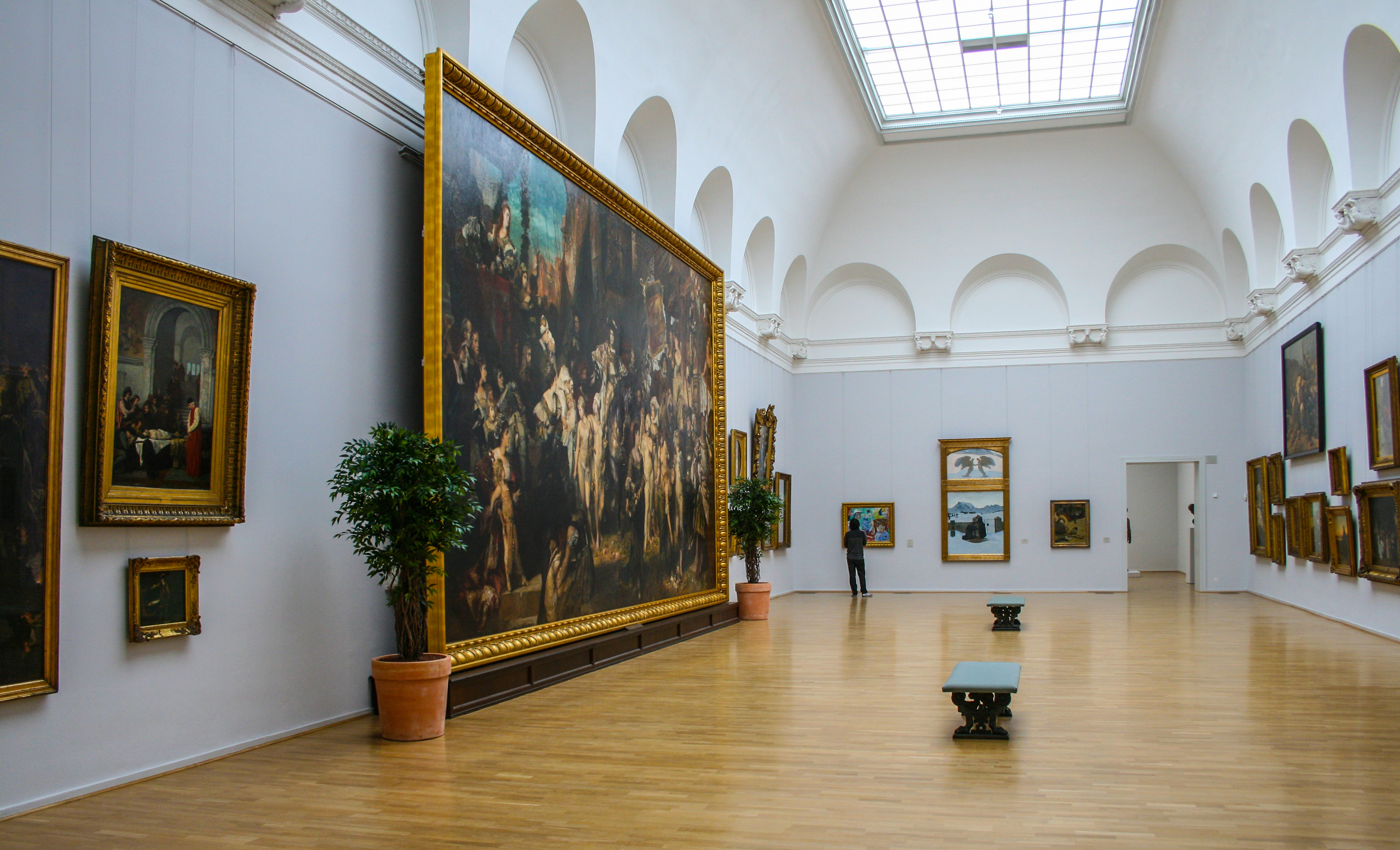
Výstavní síň